# لم أكن نفسي أبدا
لم أكن نفسي أبداً ( بالإنجليزية: Never Be The Same) هي أغنية للمطربة الكوبية الأمريكية كاميلا كابيو من ألبومها الاستوديو الأول Camila لعام 2018 تم إصدار الأغنية رسميًا كأغنية منفردة في 7 ديسمبر 2017، وتم إرسالها إلى الراديو المعاصر بالولايات المتحدة في 9 يناير 2018.
قدمت كابيو أول أداء متلفز للأغنية في The Tonight Show مع جيمي فالون في يناير 2018. وقد وصلت الأغنية إلى أفضل 10 أغاني في أستراليا وإيرلندا ونيوزيلندا والمملكة المتحدة والولايات المتحدة.  تم إصدار الفيديو الموسيقي للأغنية، من إخراج المخرج Grant Singer في لوس أنجلوس، في 8 مارس 2018.تم إصدار نسخة ديو للأغنية، التي تضم المغني كين براون (موسيقي)، في 27 أبريل 2018.